# Peach-Pit

Signature Peach-Pit, 2013.

Peach-Pit (ピーチ・ピット, Pīchi Pitto)  est un duo de mangakas féminin composé de Banri Sendo (千道 万里, Sendō Banri) et Shibuko Ebara (えばら 渋子, Ebara Shibuko). Le nom du duo est une référence à la série Beverly Hills 90210, où les protagonistes se rencontrent dans un diner du même nom.

## Biographie
Banri Sendo, née le 7 juin, et Shibuko Ebara, née le 21 juin, sont toutes deux originaires de la préfecture de Chiba et se connaissent depuis l'école primaire. Après avoir chacune dessiné des doujinshi, elles forment le duo Peach-Pit (Sendo étant Peach et Ebara Pit) à la fin des années 1996.
Shibuko Ebara est la principale dessinatrice du manga Rozen Maiden. Elles ont aussi fait d'autres mangas tels que DearS, Shugo Chara!, Zombie-Loan, etc.

### Manga
- 2001 : Prism Palette (プリズムパレット, Purizumuparetto?) (1 tome)
- 2001 - 2005 : DearS (ディアーズ, Diāzu?) (8 tomes)
- 2002 - 2007 : Rozen Maiden (ローゼンメイデン, Rōzen Meiden?) (8 tomes)
- 2002 - 2011 : Zombie-Loan (ゾンビローン, Zonbi Rōn?) (13 tomes)[2]
- 2006 - 2011 : Shugo Chara! (しゅごキャラ!, Shugo Kyara!?) (12 tomes)
- 2008 - 2014 : Rozen Maiden II (ローゼンメイデン, Rōzen Meiden?) (10 tomes)[3]
- 2011 : Shugo Chara! Encore! (しゅごキャラ!アンコール, Shugo Kyara! Ankōru?) (1 tome)[4]
- 2011 - en cours : Kugiko-san (クギ子ちゃん, Kugiko-san?)[5]
- 2012 - en cours : Kingyozaka Noboru (金魚坂上ル, Kingyozaka Noboru?)[6]
- 2016 - en cours : Rozen Maiden Zero (ローゼンメイデンゼロ, Rōzen Meiden Zero?)[7] (1 tome)

### Autres
- 2008–2009 : Illustlation
- 2009 : Ōkami Kakushi (おおかみかくし?) (jeu vidéo)